# Liste der Biografien/Shk
Liste der Biografien |
Portal Biografien |
Personensuche
# |
A |
B |
C |
D |
E |
F |
G |
H |
I |
J |
K |
L |
M |
N |
O |
P |
Q |
R |
S |
T |
U |
V |
W |
X |
Y |
Z |
?
 
Sa |
Sb |
Sc |
Sd |
Se |
Sf |
Sg |
Sh |
Si |
Sj |
Sk |
Sl |
Sm |
Sn |
So |
Sp |
Sq |
Sr |
Ss |
St |
Su |
Sv |
Sw |
Sy |
Sz
 
Sha |
Shc |
She |
Shh |
Shi |
Shk |
Shl |
Shm |
Shn |
Sho |
Shp |
Shr |
Sht |
Shu |
Shv |
Shw |
Shy
Die Liste der Biografien führt alle Personen auf, die in der deutschsprachigen Wikipedia einen Artikel haben. Dieses ist eine Teilliste mit 8 Einträgen von Personen, deren Namen mit den Buchstaben „Shk“ beginnt.

## Shk

### Shka
- Shkarpeta, Denis (* 1981), usbekischer Radrennfahrer

### Shke
- Shkembi, Bledi (* 1979), albanischer Fußballspieler

### Shkl
- Shklar, Judith N. (1928–1992), US-amerikanische Politologin
- Shklyar, Grigory (* 1987), russischer Regisseur und Videokünstler

### Shko
- Shkop, Marta (* 1993), deutsche Schauspielerin und Model

### Shkr
- Shkreli, Martin (* 1983), US-amerikanischer HedgefondsmanagerMartin Shkreli (* 1983)

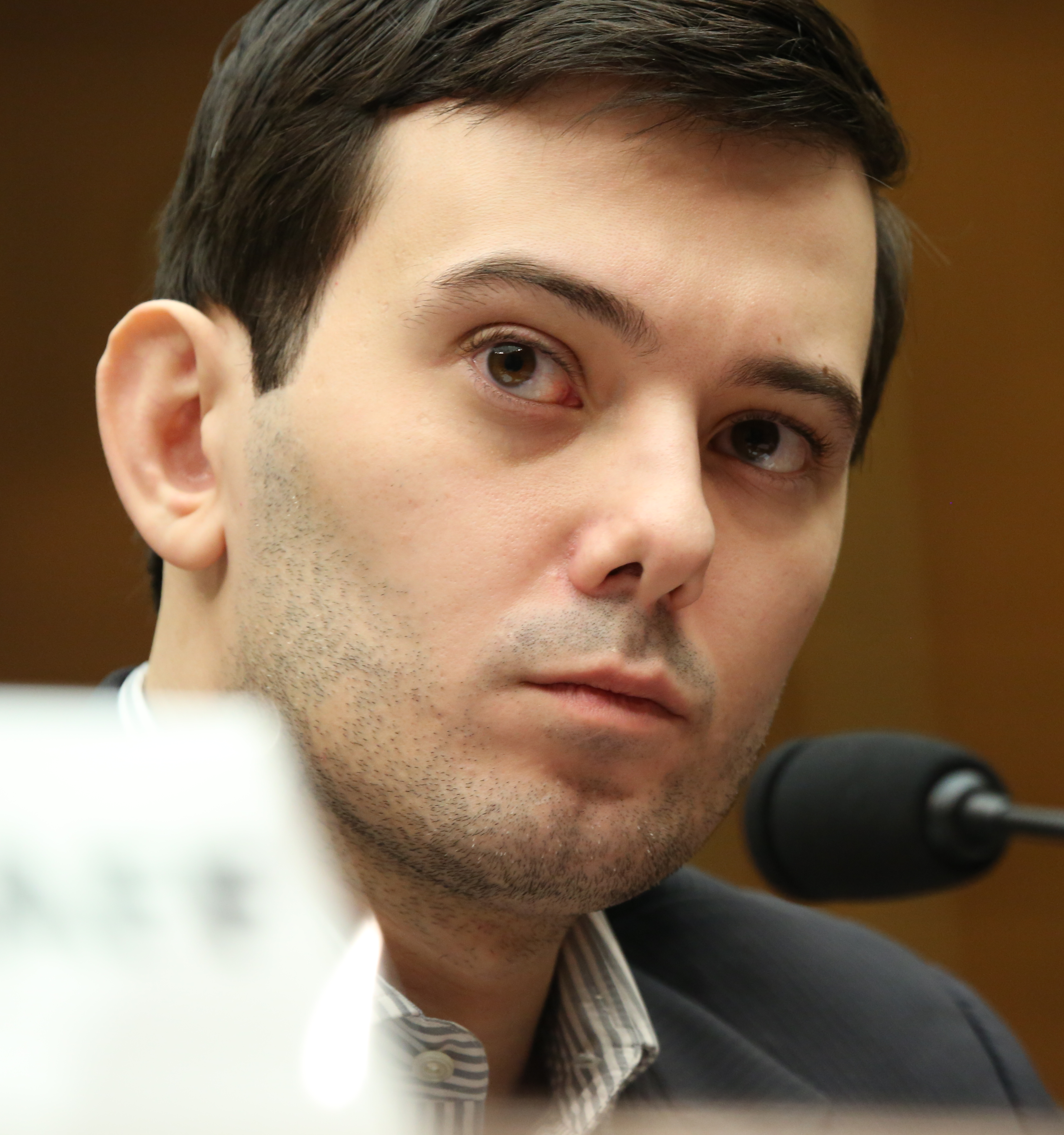
Martin Shkreli (* 1983)

- Shkrygunova, Olga, klassischer Pianistin

### Shku
- Shkurti, Marin (1933–1969), albanischer römisch-katholischer Priester und Märtyrer